# Тони Тод
Ентони Тајран Тод (енгл. Anthony Tiran Todd; Вашингтон, 4. децембар 1954 — Марина дел Реј, 6. новембар 2024) био је амерички глумац. Најпознатији је по улогама у хорор филмовима, међу којима се издвајају: насловна улога у филмском серијалу Кендимен (1992—2021), Бен Хансер у Ноћи живих мртваца (римејк из 1990) и Вилијам Бладворт у филмском серијалу Последња екскурзија (2000—2011). Осим тога, познат је и по улози Курна у ТВ серијама Звездане стазе: Следећа генерација (1990—1991) и Звездане стазе: Дубоки свемир 9 (1996).
Тод је играо у неколико представа Бродвејског театра, као што су Отело, Аида и Краљ Хедли II.

## Приватни живот
Тони Тод је рођен у Вашингтону, а одрастао је у Хартфорду (Конектикат), где је завршио средњу школу. Похађао је Универзитет у Конектикату, након чега је студирао уметност театара на Националном глумачком позоришном институту „Јуџин О’Нил”  и у Провиденсу. Његова рођена сестра је глумица и рвачица, Моника Дапри.
Био је ожењен и имао је двоје деце, ћерку Аријану и сина Алекса.

## Каријера
Глумачки деби имао је са 32 године у ратном филму Вод (1986), редитеља Оливера Стоуна. Прва наредна већа улога био му је Бен Хансер у Ноћи живих мртваца (1990) редитеља Тома Савинија, који представља римејк оригиналног филма Џорџа Ромера. Две године касније прославио се улогом главног негативца у још једном хорору, Кендимен (1992). У исту улогу вратио се у сва три наставка овог филма. Имао је и споредну улогу у филму Врана (1994), на ком је сарађивао са Брендоном Лијем, који је грешком реквизитора убијен на снимању. Појавио се као капетан Дарлоу у акционом трилеру Мајкла Беја, Стена (1996). Поред њега главне улоге су тумачили познати глумцио као што су Шон Конери, Николас Кејџ и Ед Харис. На филму Господар жеља (1997) сарађивао је са бројним познатим именима хорор жанра, као што су: Вес Крејвен, Роберт Инглунд, Кејн Ходер, Ангус Скрим, Том Савини и Реџи Банистер. Улогом Вилијама Бладворта у Последњој екскурзији (2000), Тод је наставио са успесима у хорор жанру. Исту улогу репризирао је у другом и петом делу серијала. 

## Филмографија
| Улоге Тонија Тода |                                    |               |                             |            |
| Година            | Српски назив                       | Изворни назив | Улога                       | Напомена   |
| 1986.             | Вод                                |               | наредник Ворен              |            |
| 1987.             | На тајном задатку                  |               | Арон Џексон                 | ТВ серија  |
| 1988.             | Птица                              |               | Фрог                        |            |
| 1989.             | Мекгајвер                          |               | Зимба                       | ТВ серија  |
| 1990.             | Ноћ живих мртваца                  |               | Бен Хансер                  |            |
| 1990.             | Метлок                             |               | Били Пирс                   | ТВ серија  |
| 1990–1991.        | Џејк и Дебели                      |               | Џордан Ли                   | ТВ серија  |
| 1990–1991.        | Звездане стазе: Следећа генерација |               | Курн                        | ТВ серија  |
| 1992.             | Кендимен                           |               | Данијел Робитајл „Кендимен” |            |
| 1994.             | Врана                              |               | Гренџ                       |            |
| 1994.             | Ред и закон                        |               | велечасни От                | ТВ серија  |
| 1994.             | Досије икс                         |               | Августус Д. Кол             | ТВ серија  |
| 1994.             | Одељење за убиства                 |               | Мет Родс                    | ТВ серија  |
| 1995.             | Кендимен 2: Опроштај од меса       |               | Данијел Робитајл „Кендимен” |            |
| 1995.             | Херкулес: Легендарна путовања      |               | Гладијус                    | ТВ серија  |
| 1995–1996.        | Звездане стазе: Дубоки свемир 9    |               | Курн                        | ТВ серија  |
| 1996.             | Стена                              |               | капетан Дарлоу              |            |
| 1996.             | Убиство, написала је               |               | агент Нејтан Мичел          | ТВ серија  |
| 1996.             | Беверли Хилс, 90210                |               | др Џулијус Тејт             | ТВ серија  |
| 1997.             | Господар жеља                      |               | Џони Валентајн              |            |
| 1997.             | Њујоршки плавци                    |               | детектив Еди Хејзел         | ТВ серија  |
| 1997.             | Ксена: Принцеза ратница            |               | Кекроп                      | ТВ серија  |
| 1998.             | Звездане стазе: Војаџер            |               | Алфа Хироген                | ТВ серија  |
| 1999.             | Кендимен 3: Дан мртвих             |               | Данијел Робитајл „Кендимен” |            |
| 2000.             | Последња екскурзија                |               | Вилијам Бладворт            |            |
| 2001.             | Смолвил                            |               | Ерл Џенкинс                 | ТВ серија  |
| 2002.             | Чари                               |               | Аватар силе                 | ТВ серија  |
| 2002.             | Истражитељи из Мајамија            |               | наредник Маркус Коудри      | ТВ серија  |
| 2003.             | Последња екскурзија 2              |               | Вилијам Бладворт            |            |
| 2004.             | 24                                 |               | детектив Мајкл Норис        | ТВ серија  |
| 2005.             | Злочиначки умови                   |               | Ерик Милер                  | ТВ серија  |
| 2005.             | Звездана капија SG-1               |               | Лорд Хајкон                 | ТВ серија  |
| 2006.             | Последња екскурзија 3              |               | Ђаво (глас)                 |            |
| 2006.             | Секира                             |               | велечасни Зомби             |            |
| 2007.             | Човек са земље                     |               | Ден                         |            |
| 2007.             | Бостонски адвокати                 |               | детектив Волтер Беренсон    | ТВ серија  |
| 2007–2011.        | Чак                                |               | Лангстон Грејам             | ТВ серија  |
| 2009.             | Трансформерси: Освета пораженог    |               | „Пали”                      |            |
| 2010.             | Секира 2                           |               | велечасни Зомби             |            |
| 2011.             | Последња екскурзија 5              |               | Вилијам Бладворт            |            |
| 2011.             | Дота 2                             |               | витез змаја                 | видео-игра |
| 2012.             | Хаваји 5-0 (ТВ серија из 2010)     |               | Џордан Невинс               | ТВ серија  |
| 2012.             | Дужност зове: Црне операције 2     |               | адмирал Томи Бриџс          | видео-игра |
| 2015–2018.        | Флеш                               |               | Зум                         | ТВ серија  |
| 2017.             | Виктор Кровли                      |               | велечасни Зомби             |            |
| 2017.             | Само храбро, Скуби-Ду!             |               | капетан Луис / Реџи         | ТВ серија  |
| 2017.             | Кућа смрти                         |               | фармер Аса                  |            |
| 2017.             | Ривердејл                          |               | фармер Макгинти             | ТВ серија  |
| 2018.             | Последња жеља                      |               | Колин                       |            |
| 2019.             | Врисак                             |               | Лутер Томпсон               | ТВ серија  |
| 2021.             | Кендимен 4                         |               | Данијел Робитајл „Кендимен” |            |
| 2023.             | Спајдермен 2                       |               | Веном                       | видео-игра |